# Milinko Stefanovici
Milinko Stefanovici (în sârbă Милинко Стефановић, cu alfabetul latin: Milinko Stefanović; n. 12 martie 1947, Kostajnik⁠(d), Mačvanski upravni okrug, Serbia – d. 5 septembrie 2012) a fost un artist fotograf și foto-jurnalist, publicist, redactor, editor și pedagog. Era membru al Uniunii Artiștilor Plastici din Serbia și avea titlul de Maestru în fotografie al Uniunii Fotografilor din Iugoslavia. A fost președinte al Foto-Kino Uniunii din Serbia în anii 1982–1983, iar din anul 1992 președinte al Uniunii Fotografilor din Iugoslavia.
După punctajele obținute la expozițiile naționale și internaționale și după însemnătatea premiilor primite, Stefanović a fost unul din cei mari artiști fotografi din toate timpurile de pe teritoriul fostei Republici Federale Iugoslavia. În anii 1980 era cunoscut îndeosebi pentru genul de fotografie „Life,” iar în anii ‘90 se orientează spre teme duhovnicești și tradiționale. 
Ca redactor, editor și pedagog a avut o mare influență asupra tinerei generații de profesioniști din redacții, edituri și grupări artistice, mai ales datorită abordării sale culturale ce leagă tradiționalul de modernitate.

## Biografie
A absolvit psihologia în cadrul Facultății de Filosofie din Belgrad în anul 1976. Se ocupă de fotografie din 1965/66 în cadrul foto-clubului "Vuk Karadjici" din Loznița, iar din 1973 în cadrul foto-clubului "Campusul studențesc", din Belgrad. În prezent, este un membru de onoare al celor două cluburi.
Titlurile de profesor și intructor fotograf le-a dobândit în 1976/77, canditat la titlul de maestru în fotografie al Uniunii Fotografilor din Iugoslavia din 1986, iar din 1989 este recunoscut ca maestru în fotografie al UFI. Unul dintre cei doi care au primit diplomă de specializare în vechi tehnici fotografice de la profesorul Branibor Debelikovici.
Între 1977-83 a lucrat aproape exclusiv la monografii de orașe și regiuni. După 1983 s-a ocupat de reportaje fotografice.
Președinte al Foto-Kino Uniunii din Serbia între 1982-1983. Din anul 1992 este președinte al Uniunii Fotografilor din Iugoslavia. A fost redactor fotograf pentru revistele: "Nova zadruga" (1984-85), "Rad" (1985-90), "Duga" (1990-94), "Svetigora" (1992-2002) ș.a. Între 1991-95 a fost corespondent de război și membru al secției de reporteri de război a Asociației Jurnaliștilor din Serbia. Este membru al Uniunii Artiștilor Plastici, al Uniunii Fotografilor Sârbi și a foto-clubului "Vuk Karadjici" din Loznița.
Este fondator și director al companiei, "Biljeg - Balkansko i slovensko izdavaštvo" (1992). Aceasta editura este una din principalele promotoare ale renașterii muzicii tradiționale în Serbia, aici fiind scoase albumele de debut ale Svetlanei Stevici, Darkăi Mațura și grupului "Moba". La primul festival cultural interbalcanic de la Salonic din 1995, reuniunea inaugurală a rețelelor culturale din Balcani, "Bilieg" a prezentat cultura sârbă prin simpozioane, concerte și expoziții. Începând cu anul 1997 proiectele "Bilieg" sunt asumate de rețeaua de biblioteci digitale "Proiectul Rastko", unde Stefanovici este membru în consiliul de conducere și coordonator al bibliotecii fotografice.
Inițiator și fondator al Societății fotografice din Serbia (SFS).
A scris reportaje, eseuri, texte pentru cataloagele expozițiilor personale sau colective.
Alte pasiuni: istoria și etno-psihologia.

## Caracteristicile operei
Aplică toate tehnicile fotografice, de la cele mai vechi la cele digitale. Subiecte abordate - viața, peisaje, moștenirea spirituală, studiu. Definește abordarea sa ca "Un semn al spațiului meu."
După aprecierea eminentului jurnalist și editor sârb Zoran Bogavaț, Milinko Stefanovici, cercetând prin munca sa înțelesurile cele mai subtile ale fotografiei și plătind cu viața acest lucru, pătrunde în străfundurile metafizicii fotografiei și crede că timpul nu există, ci numai spațiu, și urme ale trăirii noastre; crede că existăm înainte de a fi, și că vom fi după ce vom trece."

## Expoziții și colecții muzeale
A expus în peste 500 expoziții de grup dintre care cele mai importante sunt "Omul, protagonistul secolului XX - fotograful, martor al timpului său"(Spania, 2000) și "2000 de ani de Creștinism" (Foto-forumul Internațional, Frankfurt, în cooperare cu 22 de muzee si galerii din lume, 2001).
A avut 47 de expoziții personale, dintre care cele mai importante sunt:
- 1987 Belgrad, Salonul de Fotografie - "Aceeași poveste" (fotografie alb-negru);
- 1993 Belgrad, Galeria Singidunum - "Anii'90" (catalog Zoran Bogavaț);
- 1995 Salonic, Centrul Kalamaria - "Viața muzicală a sârbilor";
- 1998 Kralievo, Conacul Vlădicăi Nicolae Velimirovici (Muzeul Național, Kralievo) - "Calea Sfântului Sava"(nouă expozitii pe aceeași temă, reunite);
- 1998 Belgrad, Târgul de carte - "Hilandar" (fotografii color pe pânză) - acum este găzduită ca expoziție permanentă în metocul Mănăstirii Hilandar din Belgrad;
- 2000 Belgrad, Casa de cultură a campusului stundețesc - "Lumina veșnică";
- 2001 Chicago, Galeria Mănăstirii Noua Graceanița - "Muntele Sfânt - Sfântul Munte".

Lucrările sunt expuse în Muzeul de Arte Aplicate din Belgrad, Muzeul Bisericii Ortodoxe Sârbe din Belgrad, și de numeroase muzee din țară, în Muzeul "Apeduct" din Barcelona (Spania), în reședițele patriarhilor din Serbia, Rusia, Ierusalim, Bulgaria, Alexandria în toate reședințele episcopale din Serbia, în numeroase mănăstiri și biserici, precum și în colecții particulare din țară și din străinătate.
Începând cu anul 1993 până în 2005 a fost curator, organizator și promotor a 34 de expozitii de fotografie iugoslave și 6 sârbești. A fost organizator al colecțiilor naționale pentru 7 Bienale FIAP, ce au câștigat 15 de medalii și diplome, precum și organizator a peste 150 de participari la saloane internaționale de fotografie.

## Expoziția de fotografie "Kosovo și Metohia în lacrimi"
Expoziția itinerantă pe care Predania și Atelierul de grafică o propune publicului Românesc aduce fotografii din cumplita vară a anului 1999, când Armata Iugoslavă s’a retras din Kosovo și Metohia, iar NATO și formațiunile paramilitare Albaneze au preluat controlul asupra regiunii. Milinko Stefanovici, ca fotograf, a fost martorul represaliilor împotriva locuitorilor nealbanezi lipsiți de apărare. Aducem în fața dumneavoastră câteva fragmente din jurnalul ținut de Stefanovici în acele zile groaznice.

### Locații
- Iași, 8-16 noiembrie 2008. Organizatori: Predania, A.S.C.O.R. Filiala Iași, Mănăstirea Sfinții Trei Ierarhi. Locație: Sala Gotică - Mănăstirea Sfinții Trei Ierarhi Iași.
- Constanța, 10-27 decembrie 2008. Organizatori: Predania, Prăvălia Predania. Locație: Constanța, B-dul Tomis nr. 8 (piața Ovidiu)
- Suceava, 17-31 martie 2009. Organizatori: Predania, A.S.C.O.R. Filiala Suceava. Locație: DOM POLSKI, str. Ion Vodă Viteazul nr. 5.
- București, 14-30 aprilie 2009. Organizatori: Predania, Ordinul Arhitecților din România, Atelierul de Grafică. Locație: Ordinul Arhitecților din România, str. Arthur Verona nr. 19.
- Sibiu, 6-13 mai 2009. Organizatori: Predania, A.S.C.O.R. Sibiu, Bibiloteca „Astra” Sibiu. Locație: Biblioteca Astra Corpul B, Str. G. Barițiu nr. 5-7.
- Brașov, 19 - 30 mai 2009. Organizatori: Predania, A.S.C.O.R. Brașov, Asociația Pro -Vita Christiana Sf. Ecaterina. Locație: Casa de Cultură a Studenților Brașov, Str. Memorandului nr. 39.
- Cluj Napoca, 1-14 februarie 2010. Organizatori: Predania, A.S.C.O.R. Cluj Napoca, Primaria si Consiliul Local Cluj Napoca, Centrul de Informare Turistică Cluj Napoca. Locație: Turnul Croitorilor - Cluj Napoca, str. Baba Novac, nr. 35

## Premii și onoruri

### Recunoaștere profesională și socială
- Placheta de bronz "Boris Kidrici", 1976.
- Primul autor al Serbiei în clasamentele de expozanți: 1977, 1978, 1979, 1994 și 1995.
- Premiul Opera omnia al Uniunii Fotografilor din Iugoslavia (1992)
- Premiul anual al Uniunii Artiștilor Plastici din Serbia (1988, 1992, 1994, 2000, 2001).
- Premiul internațional „Hon. Zlatno oko”, Novi Sad, 1988.
- Placheta de aur a Primăriei orașului Belgrad, 1988.
- Desemnat autorul anului de către Uniunea Fotografilor din Iugoslavia, 1994 și 1995.
- Gramata Patriarhie Moscovei pentru lucrarea sa la întărirea unității poporului ortodox, Moscova, 2003.
- Statutul de Maestru emerit al Uniunii Artiștilor Plastici din Serbia, 2003.
- Placheta de aur a Primăriei orașului Krupani, 2005.
- Premiul Opera omnia al Uniunii Artiștilor Plastici din Serbia, 2008.
- Premiul Opera omnia al Revistei "Serbia", 2009.

### Cele mai importante premii
Fotografiile sale au fost premiate în mai mult de 380 în expoziții din țară și din străinătate. 
- Medalia de aur, 1977, Saragosa, Spania;
- Cupa Iugoslaviei la fotografie, 1979;
- Grand Prix, Belgrad, 1988;
- Grand Prix, Novi Sad, 1988;
- Grand Prix "Zlatni suncokret", ŽISEL, Omoljica, 1990 și 2000.
- "Fotografia anului", Tanjug, 1993.
- Medalia de aur - A 50 expoziție internațională de fotografie, Buenos Aires, Argentina, 1995;
- "Zlatna borovnica", EKOFEST, Kopaonik, 1998.
- Medalia de aur a Federației catalane de fotografie la expoziția fotografică "Omul, protagonistul secolului XX - fotograful, martor al timpului său", Barcelona, Spania, 2000;
- Medalia de argint pentru colecția Aqueduct - A IV-a Bienală internațională de fotografie "Omul, protagonistul secolului XX - fotograful, martor al timpului său", Barcelona, Spania, 2000, (cel mai prestigios premiu);
- YU Press Photo - Premiul întâi, 2000 și 2001.
- "Pecetea de aur", Târgul de grafică, Belgrad, 2001 și "Pecetea de argint", Târgul de grafică, Belgrad, 2002.
- Ales între cei 70 de fotografi care au participat la expoziția "2000 de ani de Creștinism" organizată de Foto-forumul Internațional, Frankfurt, în cooperare cu 22 de muzee si galerii din lume, 9 iunie 2001;
- Medalie de argint - Aqueduct - A IX-a Bienală Internațională de Fotografie (Cami Del Pixel), Barcelona, Spania, 2006.